# Ronde van Italië 2024/Negende etappe
De negende etappe van de Ronde van Italië 2024 vond plaats op 12 mei. Deze etappe werd gewonnen door Olav Kooij. Kooij was de sterkste na een massasprint in deze etappe. Kooij boekte met deze etappezege zijn eerste succes in de Ronde van Italië en voor zijn ploeg Team Visma | Lease a Bike. Jenthe Biermans finishte deze etappe als beste Belg, hij kwam als zestiende over de eindstreep in Napels.

## Uitslagen
| Avezzano – Napels (214 km) |                  |                                 |          |
| Plaats                     | Naam             | Ploeg                           | tijd     |
| Winnaar                    | Olav Kooij       | Team Visma \| Lease a Bike      | 4u44'22" |
| 2                          | Jonathan Milan   | Lidl-Trek                       | z.t.     |
| 3                          | Sebastián Molano | UAE Team Emirates               | z.t.     |
| 4                          | Alberto Dainese  | Tudor Pro Cycling Team          | z.t.     |
| 5                          | Danny van Poppel | BORA-hansgrohe                  | z.t.     |
| 6                          | Madis Mihkels    | Intermarché-Wanty               | z.t.     |
| 7                          | Kaden Groves     | Alpecin-Deceuninck              | z.t.     |
| 8                          | Andrea Vendrame  | Decathlon AG2R La Mondiale Team | z.t.     |
| 9                          | Davide Ballerini | Astana Qazaqstan Team           | z.t.     |
| 10                         | Max Kanter       | Astana Qazaqstan Team           | z.t.     |

| Algemeen klassement |                        |                                 |           |
| Plaats              | Naam                   | Ploeg                           | Tijd      |
| Roze trui           | Tadej Pogačar          | UAE Team Emirates               | 32u59'04" |
| 2                   | Daniel Felipe Martínez | BORA-hansgrohe                  | + 2'40"   |
| 3                   | Geraint Thomas         | INEOS Grenadiers                | + 2'58"   |
| 4                   | Ben O'Connor           | Decathlon AG2R La Mondiale Team | + 3'39"   |
| 5                   | Cian Uijtdebroeks      | Team Visma \| Lease a Bike      | + 4'02"   |
| 6                   | Antonio Tiberi         | Bahrain Victorious              | + 4'23"   |
| 7                   | Lorenzo Fortunato      | Astana Qazaqstan Team           | + 5'15"   |
| 8                   | Einer Rubio            | Movistar Team                   | + 5'28"   |
| 9                   | Thymen Arensman        | INEOS Grenadiers                | + 5'30"   |
| 10                  | Jan Hirt               | Soudal Quick-Step               | + 5'53"   |

## Opgaven
Wegens ziekteverschijnselen kon de kopman van Astana Qazaqstan Team Aleksej Loetsenko deze etappe niet van start gaan. De Duitser Alexander Krieger van Tudor Pro Cycling Team stapte deze etappe vroegtijdig af.
1e etappe ·
2e etappe ·
3e etappe ·
4e etappe ·
5e etappe ·
6e etappe ·
7e etappe ·
8e etappe ·
9e etappe ·
10e etappe ·
11e etappe ·
12e etappe ·
13e etappe ·
14e etappe ·
15e etappe ·
16e etappe ·
17e etappe ·
18e etappe ·
19e etappe ·
20e etappe ·
21e etappe
Startlijst · Eindstanden · Afbeeldingen